# Ropica palawanica
Ropica palawanica là một loài bọ cánh cứng trong họ Cerambycidae.